# 한려동
한려동(閑麗洞)은 대한민국 전라남도 여수시의 동이다.

## 개요
공화동은 1914년 행정구역 개편시 장동(莊洞), 평동으로 불렸고, 1946년 일제식 동명변경에의하여 장동을 공화동으로, 평동을 평화동으 로 고쳤으며 1953년 행정구역변경시 2동을 병합하여 공화동으로 고쳤다. 수정동은 당초에 나무가 많다하여 수동(樹洞)으로 하였다가 1946년 11월 ‘물이 맑다’는 뜻으로 동이름을 당시 동장인 김종욱씨의 건으로 수정동으로 개칭하였다. 1997년 7월 25일 3여통합을 위한 동 통합시 공화동과 수정동이 합하여 ‘오동동’으로 개칭하였으나, ‘오동동’이 주민정서에 부합하지 않아, (대중가요 노래가사와도 연관되어) 주민 여론에 따라 한려수도의 기점이며, 한려해상국립공원의 오동도를 연상시키면서 관광여수 이미지지를 부각시키기 위해 1998년 2월 1일 ‘한려동’으로 개칭하게 되었다.

## 법정동
- 수정동(水晶洞)
- 공화동(公和洞)

### 교통
- 여수공항 (21km)
- 여수엑스포역 (1km)

## 교육
- 여수동초등학교 (진남로 151, 공화동)
- 여수중학교 (공화북4길 19-1, 공화동)
- 여수고등학교 (공화남3길 10, 공화동)

## 기관
- 한려동주민센터 (수정2길 9, 수정동)
- 중앙파출소 (수정2길 14, 수정동)
- 신라스테이 여수 (수정3길 8, 수정동)
- 국민연금공단 여수지사 (공화북2길 24, 공화동)
- 여수시청소년해양교육원 (오동도로 61-7, 수정동)
- 국립해양기상과학관 (오동도로 61-9, 공화동)
- 아쿠아플라넷 여수 (오동도로 61-11, 수정동)
- 여수 베네치아호텔앤리조트 (오동도로 61-13, 수정동)
- 유탑마리나호텔앤리조트 (오동도로 61-15, 수정동)
- HS관광호텔 (오동도로 74, 수정동)
- 오동도호텔 (오동도로 102, 수정동)
- 소노캄 여수 (오동도로 111, 수정동)
- 동부도시보건지소 (동문로 99, 공화동)
- 동산동성당 (동산7길 8, 공화동)

## 여가
- 오동도
- 오동도항로표지관리소

## 도로명주소 목록
- 공화남1길
- 공화남2길
- 공화남3길
- 공화남4길
- 공화남5길
- 공화남6길
- 공화북1길
- 공화북2길
- 공화북3길
- 공화북4길
- 공화북5길
- 공화북6길
- 공화북7길
- 공화북8길
- 공화북9길
- 공화북10길
- 관문동1길
- 덕충1길
- 덕충6길
- 동문로
- 동산7길
- 동산9길
- 수정1길
- 수정2길
- 수정3길
- 수정4길
- 수정5길
- 수정6길
- 오동도로
- 이순신광장로
- 자산1길
- 자산2길
- 자산3길
- 자산4길
- 자산공원길
- 진남로
- 충민로
- 흙산로